# Санта Тереза (Рио де Жанеиро)
Санта Тереза је четврт у централном дијелу Рио де Жанеира, позната по старим зградама и трамвајем који пролази њеним улицама. Налази се на брду поред четврти Лапа. Четврт је такође позната и по кулинарству, а најпознатији је трг Ларго дош Гимараеш. Санта Тереза је незаобилазна станица у туристичком обиласку Рија.

## Историја
Четврт је настала од истоименог манастира, који је саграђен у 18. вијеку. Првобитно, ову четврт су насељавали богатији слојеви друштва у Рију. Ширењем Рија, богатији су напустили ове крајеве. Ипак из тог времена још увијек има изврсних старих грађевина, које само дају наслутити о каквом се богатству и раскошу радило прије 250 година.
Трамвај се појављује 1872. године и убрзо постаје симбол ове четврти, а данас је и једини трамвај у фунцији у граду. Трамвај је првобитно био зелен, али је због вегетације, као такав био непримјетан, био префарбан у жуто, што му је сада заштитни знак. Од 1896. године, трамвај, пролази кроз четврт и преко старог акведукта, претвореног у мост, одлази у центар.

## Географија
Читава четврт се налази на изломљеним падинама које се настављају на све стране према осталим четвртима Глорија Козми Вељу, Лапа, Bairro de Fátima, Катумби и Рио Компридо. На Санта Терезу се наслања и фавела, а излази и на национални парк Тижука и на брдо Корковаду.

## Атракције
Санта Тереза је временом изгубила статус богаташке четврти, јер су богатији људи одлазили у јужну зону града, а данас у нову четврт у западној зони, Бара да Тижука. Ипак атракције су остале:
- трамвај Бондињо
- парк Parque das Ruínas
- манастир Свете Терезе
- умјетнички атељеи -  неки од умјетника живе и излажу у овој четврти своје радове.
- ресторани и барови - четврт је иначе позната по кулинарству
- црква Igreja de Nossa Senhora das Neves
- музеј трамваја